# Ţowqdār
Ţowqdār (persiska: طُوق وار, طوقدار, توقدار, Ţowq Vār) är en ort i Iran.   Den ligger i provinsen Mazandaran, i den norra delen av landet, 190 km nordost om huvudstaden Teheran. Antalet invånare är 893.
Terrängen runt Ţowqdār är mycket platt. Runt Ţowqdār är det ganska tätbefolkat, med 111 invånare per kvadratkilometer. Närmaste större samhälle är Jūybār, 18,7 km sydväst om Ţowqdār. Trakten runt Ţowqdār består till största delen av jordbruksmark.